# 프라이스 대위
존 프라이스 대위(Captain John Price)는 액티비전이 배급하는 비디오 게임 시리즈 《콜 오브 듀티》에 등장하는 가공의 인물이다. 《콜 오브 듀티 4: 모던 워페어》에 SAS 소속 가공의 단위부대인 태스크 포스 141의 지휘관으로 처음 등장하였으며, 《콜 오브 듀티: 모던 워페어》(2019)를 시작으로 하는 리부트 시리즈를 포함하여 모든 모던 워페어 시리즈에 출현하였다. 원작 3부작에서는 빌리 머레이가 음성을 담당하였으며, 리부트 시리즈에서는 배리 슬론이 음성과 모션 캡처를 담당하였다.
프라이스 대위는 제2차 세계대전을 배경으로 한 원작 《콜 오브 듀티》에 등장하는 다른 인물인 프라이스 대위를 바탕으로 하여 제작되었다. 《콜 오브 듀티 4》 개발팀은 차양모 등 새로운 요소를 도입하여 2003년 원작의 캐릭터 디자인을 대폭 수정하여 새 캐릭터를 디자인하였다. 프라이스 대위는 《콜 오브 듀티》 시리즈의 가장 인상적인 인물 중 하나로 언급된다.